# Streptocephalus woottoni
Streptocephalus woottoni, với tên gọi thông thường Tôm tiên bờ sông là một loài động vật giáp xác thuộc họ Streptocephalidae. Nó có nguồn gốc ở miền Nam California tại Hoa Kỳ, và phía bắc Baja California ở Đông Bắc Mexico.

## Mô tả
Loài tôm tiên này, Streptocephalus woottoni, sống ở hồ xuân hoặc hồ theo mùa khác có chiều sâu ít nhất là 30 cm, và có thể được quan sát thấy trong tháng Giêng đến tháng Ba. Nó ăn sinh vật nhỏ như vi khuẩn và động vật nguyên sinh. Những quả trứng có u nang, có thể chịu được khô và tồn tại trong đất qua các mùa khô cho đến khi hồ được hình thành bởi nước mưa. Tôm sau đó nở và hoàn thành vòng đời của nó trong 7 hoặc 8 tuần.